# Anal grooves

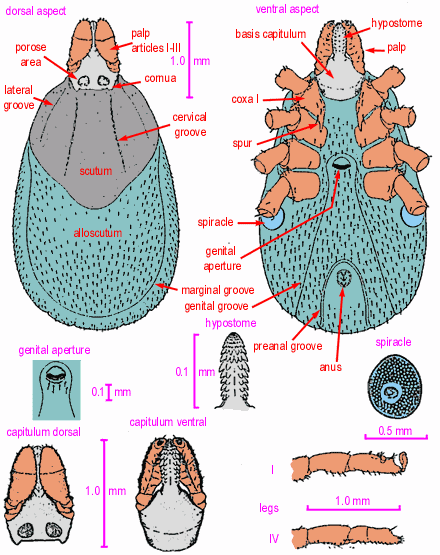
Budowa samicy Ixodes. U-kształtne preanal grooves widoczne na rysunku prawym górnym

Anal grooves (dosł. bruzdy analne) – niewielkie wgłębienia oskórka na brzusznej stronie idiosomy, występujące u kleszczy.
Bruzdy te mogą obejmować otwór odbytowy od strony przedniej lub tylnej i zwykle łączą się w jednym punkcie, w formie łuku. Występują u obu płci. Mogą być nieobecne lub słabo widoczne. Mogą być rozbieżne, równoległe, krótkie i zbieżne, zapętlać się, a nawet tworzyć pełny okrąg wokół odbytu. Ich kształt i ułożenie stanowią ważne cechy pomocne przy oznaczaniu.